# Karel Cornelis Bunnik

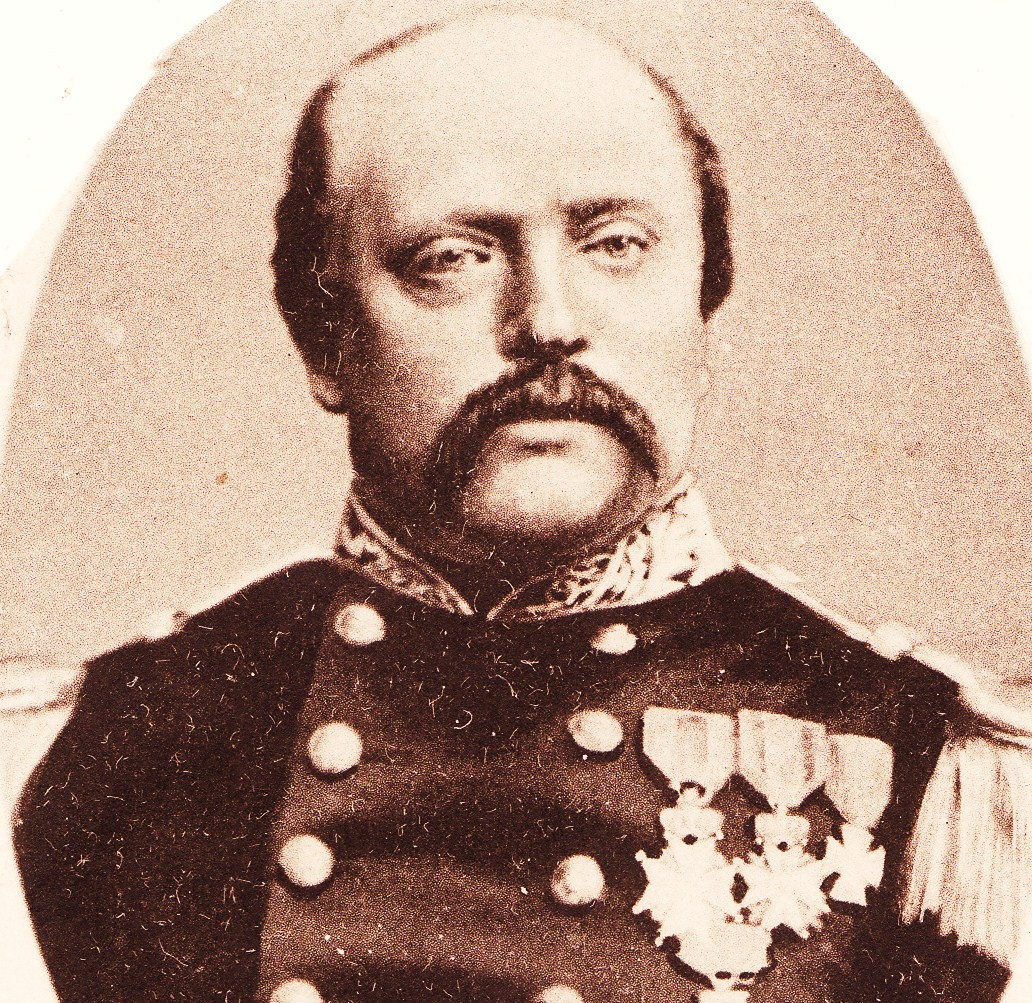

Karel Cornelis Bunnik (Delft, 25 oktober 1830 - 10 januari 1884) was een Nederlandse marine-officier.
Karel Cornelis Bunnik werd op 25 oktober 1830 geboren te Delft, als jongste zoon van majoor der artillerie Hendrik Bunnik en Cornelia Bergsma. Al enkele jaren na de geboorte verloor Karel zijn beide ouders (Hendrik in 1834 en Cornelia in 1835) en werd hij opgenomen in het gezin van zijn oom C.A. Bergsma, die toen hoogleraar was aan de hogeschool te Utrecht. 
Op 16-jarige leeftijd ging Karel naar het marine-instituut te Medemblik, welke hij met succes doorliep en afsloot met een bevordering tot adelborst 1e klasse. Twee jaar later werd hij bevorderd tot luitenant ter zee 2e klasse. 
In 1859 ontving hij de Militaire Willems-Orde 4e klasse voor zijn optreden tijdens de expeditie naar Reteh, Nederlands-Indië (okt-nov 1858). In 1861 was Karel Bunnik betrokken bij militaire acties op Borneo en kreeg een eervolle vermelding voor zijn optreden. In 1869 was Karel Bunnik commandant van het schroefstoomschip de Amstel. In 1872 werd hij bevorderd tot kapitein-luitenant ter zee en nam hij deel aan de 2e Atjeh-expeditie, waarvoor hij werd onderscheiden met de Militaire Willems-Orde 3e klasse. Van 1874 tot 1877 was hij commandant van het marine-basis op het eiland Onrust, Nederlands-Indië. In 1877 werd hij bevordert tot kapitein-ter-zee en ging met pensioen in 1881.
Karel Bunnik overleed op 10 januari 1884 en werd begraven op de algemene begraafplaats Kerkhoflaan te Den Haag.
- Biografisch Portaal: 21408188
- Nederlandse Thesaurus van Auteursnamen: 100097774
- Virtual International Authority File: 284793874